# Jack Phillips
Vous lisez un « article de qualité » labellisé en 2011.
Pour les articles homonymes, voir Phillips.
John George Phillips, dit Jack Phillips (11 avril 1887 – 15 avril 1912), est un radiotélégraphiste britannique. Passionné de télégraphie dès sa jeunesse, il suit des cours à l'école Marconi de Liverpool, puis, son diplôme en main, s’engage sur les paquebots en tant qu’opérateur radio. Après avoir servi sur des grands bâtiments comme le Lusitania et le Mauretania, Phillips est envoyé durant plusieurs années à la toute nouvelle station radio de Clifden, en Irlande.
De retour en mer, au service de la White Star Line, Phillips est affecté, fin mars 1912, au paquebot Titanic, pour son voyage inaugural, avec Harold Bride comme assistant. Lorsque le navire coule, dans la nuit du 14 au 15 avril, Phillips reste très longtemps à son poste pour appeler des secours, envoyant à la fois l'habituel CQD et le nouveau signal, SOS. Il meurt dans la catastrophe, alors qu'il venait de fêter ses 25 ans.
Son rôle lui vaut de nombreux hommages par le biais de monuments commémoratifs, mais aussi d'actions ponctuelles comme cinq minutes de silence annuelles pour commémorer sa mort. Il apparaît également dans plusieurs films sur la catastrophe.

## Biographie

### Jeunesse

#### Premières années

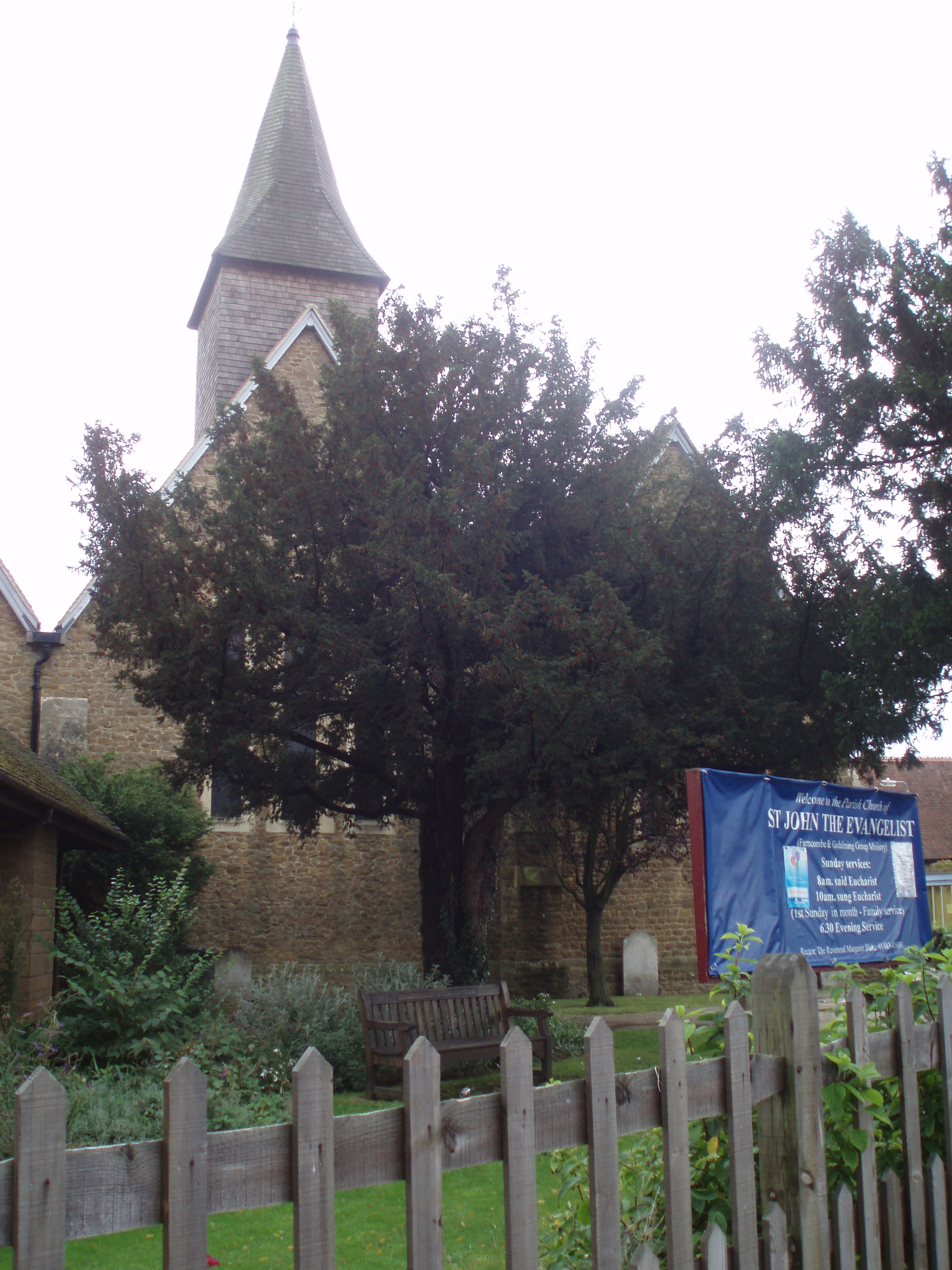
L'église de Farncombe où Phillips participait à la chorale dans sa jeunesse.

John George Phillips, dit Jack, est né le 11 avril 1887, un lundi de Pâques, à Farncombe dans le Surrey en Angleterre. Sa famille est issue d’un milieu modeste. Sa mère, Ann Sanders, vient d’une famille de fermiers originaire du sud du Devon, et son père, George Phillips, est le fils d’un tailleur de Trowbridge, dans le comté de Wiltshire.
Après avoir vécu à Londres où Ann Phillips a donné naissance à deux jumelles, Elsie et Ethel, le couple s’installe à Farncombe, vers 1880, pour diriger un magasin de linge de la succursale Gammon. Le dirigeant de la firme, Ebenezer Gammon, possède de nombreux autres magasins dans les régions environnantes, et il avait alors besoin de nouveaux dirigeants pour le magasin de Farncombe. Celui-ci se situe en bas de la rue principale du village au 11a Farncombe Street. La famille Phillips habite au-dessus de la boutique, ainsi que dans une petite maison attenante au bâtiment.
Enfant, Jack Phillips étudie à l’école de l'église de Farncombe, dans laquelle il rejoint, quelques années plus tard, la chorale pendant quatre ans. Il continue ensuite ses études au collège de Godalming. Tout au long de sa scolarité, il n’est pas décrit comme un élève studieux et semble s’ennuyer pendant les cours.
En avril 1902, alors âgé de 15 ans, Phillips intègre le bureau de poste de Godalming dans lequel il reçoit une formation de télégraphiste. Quatre ans plus tard, il a atteint un niveau d’expérience suffisant pour lui permettre de poursuivre ses études dans ce domaine.

#### Formation à l'école Marconi

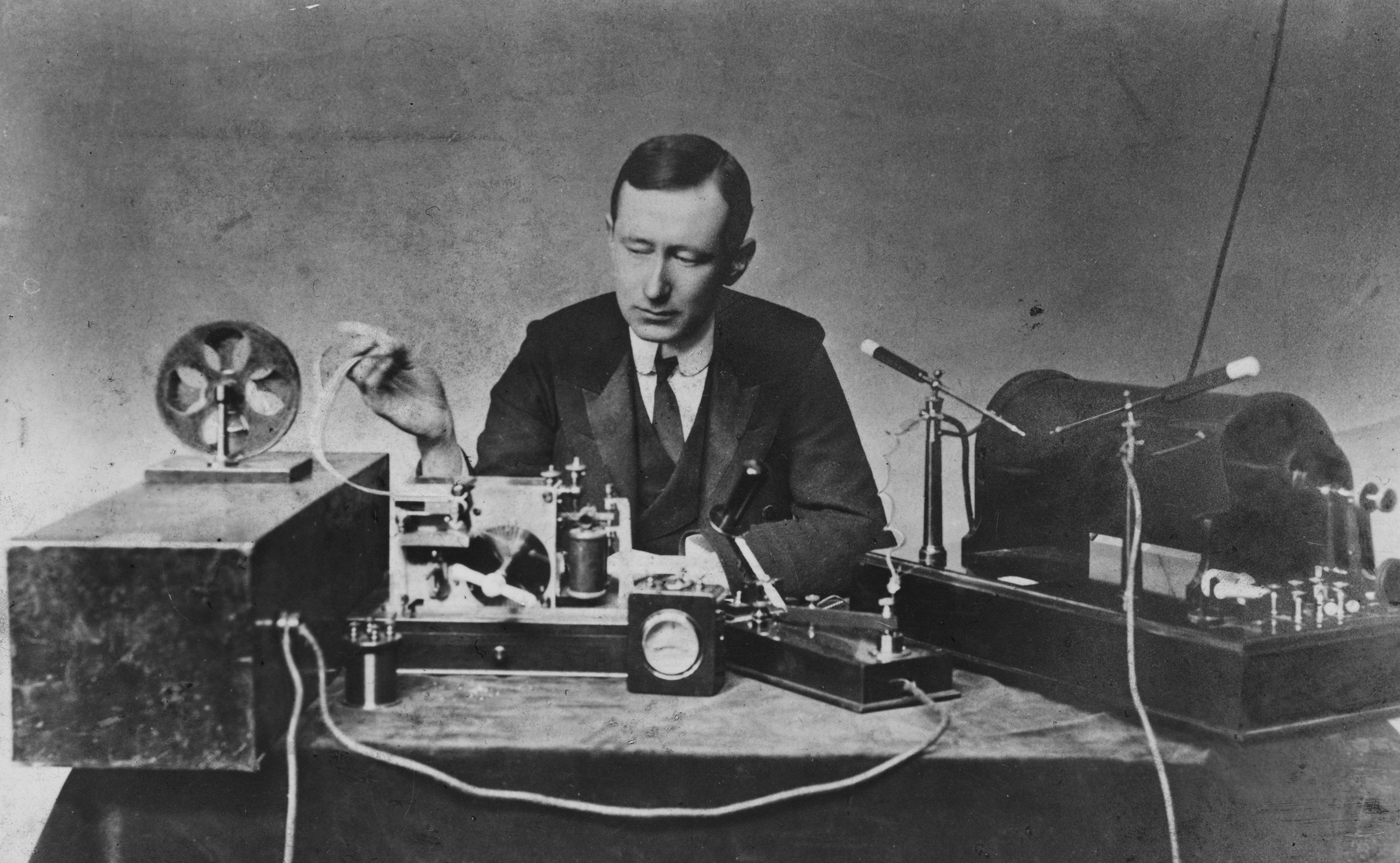
Guglielmo Marconi, inventeur de la télégraphie sans fil, en 1901.

Phillips arrive à Seaforth, au nord de Liverpool, en février 1906, pour suivre une nouvelle formation qui dure six mois et au cours de laquelle il apprend le métier de télégraphiste à la Marconi Training School. Cette dernière est directement située dans la station radio.
Jack Phillips a 19 ans et les étudiants du centre de formation sont généralement admis entre 21 et 25 ans. La compagnie met un point d’honneur à n’employer que des jeunes gens sérieux et compétents. Les étudiants doivent, par exemple, être capables d’envoyer et recevoir vingt-cinq mots par minute. Malgré ces exigences et un rythme de travail soutenu, l’assurance d’un bon salaire et la perspective de pouvoir voyager à travers le monde attirent bon nombre de jeunes hommes. À l'époque, un opérateur radio peut être affecté en mer, sur des paquebots, des yachts, des vaisseaux de guerre ou même sur des dirigeables, mais il peut également trouver un travail à terre, dans plusieurs pays étrangers. La formation est payante, mais ceux qui se révèlent qualifiés et en état d’assurer leur fonction, voient leurs frais remboursés.
Durant ces six mois de formation, Phillips étudie le processus de transmission et de réception des messages, mais reçoit également des cours de magnétisme et d’électricité élémentaires. La théorie laisse ensuite place à la pratique, et il apprend à installer un appareil sans fil et à le réparer. Enfin, il doit apprendre les lois et les règlements en vigueur, établis par la Convention télégraphique de la radio internationale de 1903, et la manière de diriger une station sans fil, y compris le fait de savoir tenir des comptes de gestion.
En août 1906, un examen final vient mettre un terme aux six mois de formation. Phillips, que l’un de ses professeurs décrit comme « un garçon agréable, s’exprimant bien, d’un bon caractère et gentil », le réussit sans difficulté et termine premier de sa promotion.

### Carrière

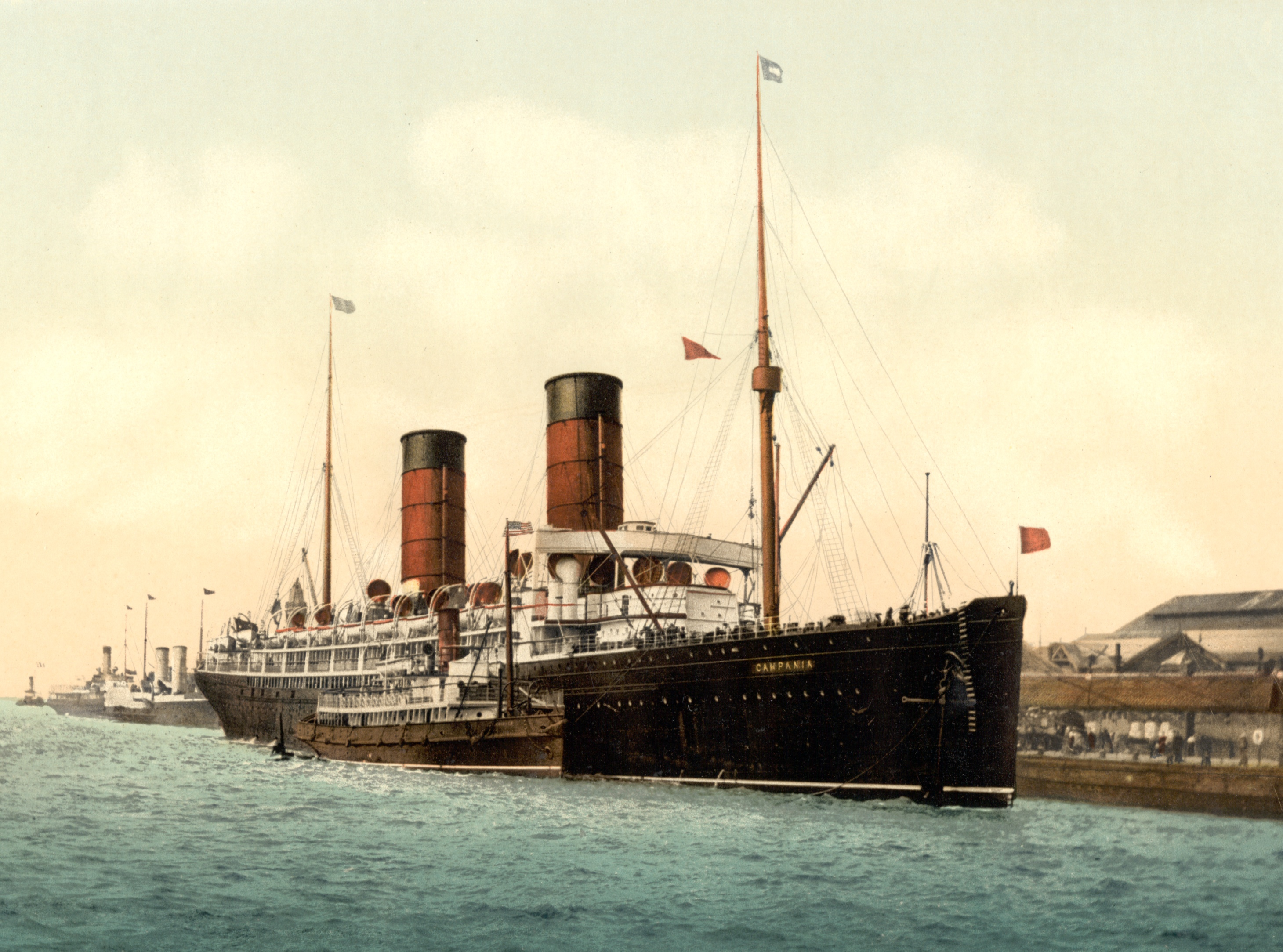
Le RMS Campania, de la Cunard Line, sur lequel Phillips a travaillé comme opérateur radio.

#### En mer
Son diplôme en main, Jack Phillips embarque, pour son premier travail, en août 1906, comme opérateur radio junior à bord du Teutonic et l'Oceanic de la White Star Line. Il navigue ainsi, jusqu’à la fin de l’année, à bord de différents bateaux comme le Campania, le Corsican, le Victorian et le Petorian. Ses voyages le mènent en Turquie, sur la côte de l’Afrique jusqu'à Durban, puis Montréal, Québec, en redescendant par Boston, et enfin New York.
Sa réputation va grandissante et, en 1907, il a l’opportunité de travailler huit semaines en tant que troisième opérateur à bord du plus grand paquebot de l'époque, le Lusitania. Il rejoint ensuite le sister-ship de ce dernier, le Mauretania, sur lequel il célèbre son vingt-et-unième anniversaire. À bord de celui-ci, il officie en tant que deuxième opérateur Marconi, jusqu'en mai 1908, et se voit alors offrir un poste dans une nouvelle station à terre.

#### Clifden

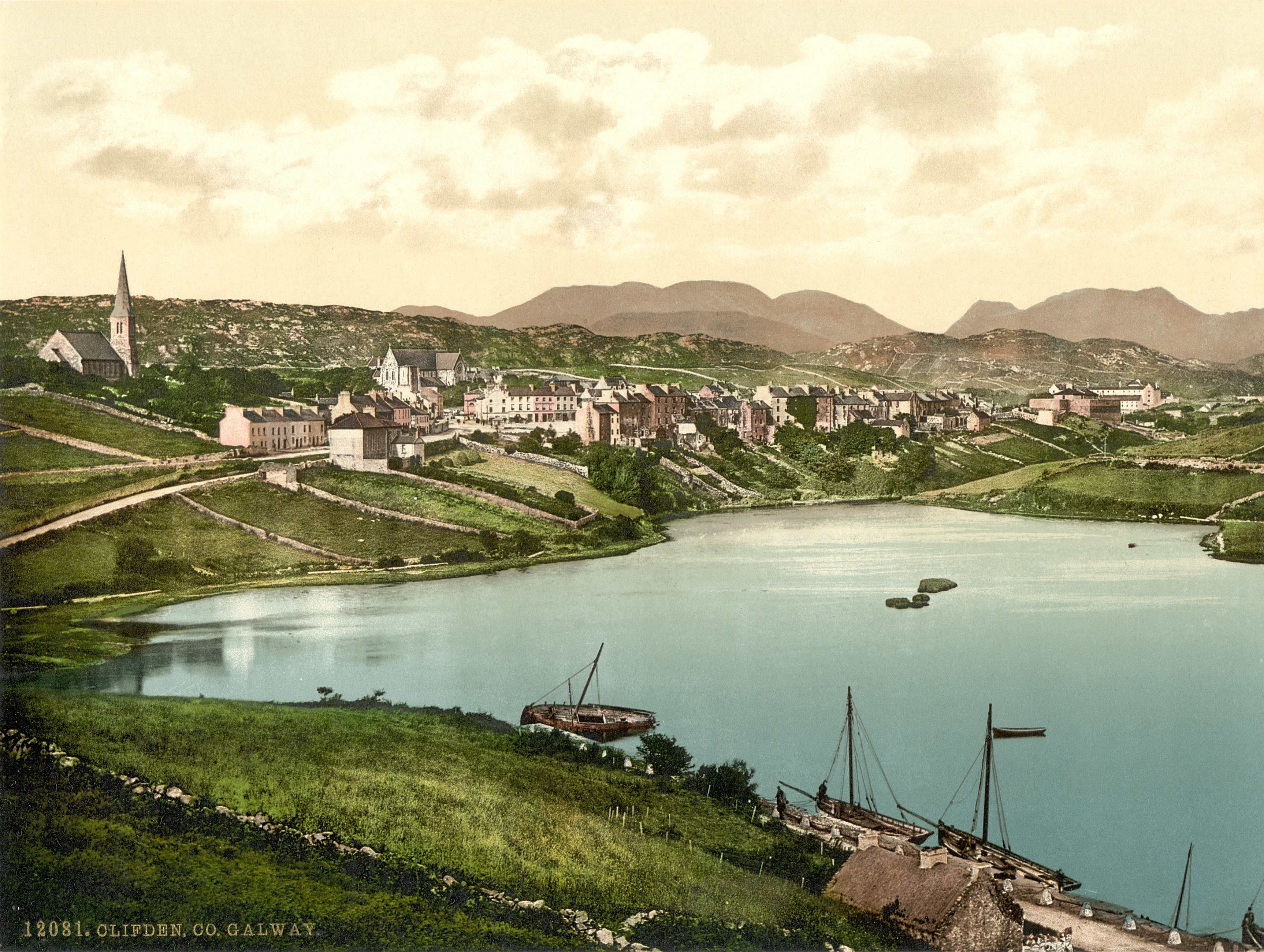
Le village de Clifden en 1900.

Imaginée par Guglielmo Marconi, la station se trouve en Irlande, à Derryimlagh Bog, situé à 6 km de Clifden, un village du Connemara. Son inauguration, le 17 octobre 1907, fait de Clifden le lieu de la première transmission radio transatlantique commerciale.
La station, qui emploie une centaine de personnes à plein temps, possède toute la modernité de l'époque. Les logements des employés sont équipés de l'électricité ainsi que de l'eau courante chaude et froide. Un luxe dont ne disposent pas les paysans des environs car, malgré la nouveauté et les avancées technologiques de la station, Clifden n'en demeure pas moins un village irlandais du début du XXe siècle, avec peu de commerces et de loisirs. Aussi, pour éviter que ses employés ne s'ennuient, la station radio est également équipée d'un court de tennis, d'une salle de billard et d'une bibliothèque.
Le travail de Jack Phillips consiste à émettre et recevoir des messages avec la station radio de Glace Bay en Nouvelle-Écosse. De temps à autre, il s’occupe en conversant par les ondes avec son ami Walter, qui travaille à la station de Cape Race, sur l'île de Terre-Neuve ,au sud.  Cependant ce nouveau rythme de vie le lasse rapidement, ses voyages lui manquent et il qualifie Clifden de « trou perdu ». Phillips y demeure néanmoins plus de trois ans.

#### Engagement à la White Star Line
Jack Phillips reprend finalement la mer, en juillet 1911, à bord de l’Adriatic, un autre paquebot de la White Star Line. Il reste à bord jusqu'à Noël, avant de retourner à Farncombe pour passer l'hiver avec sa famille. C'est durant cette période qu'il aurait confié sa grande peur des icebergs à un de ses amis. L'hiver 1911-1912 est en effet anormalement rigoureux, et bon nombre d'icebergs dérivent sur l'océan Atlantique Nord.
Il retourne en mer à la fin du mois de janvier 1912, sur l’Oceanic, à bord duquel il a déjà travaillé six ans auparavant. Phillips y effectue trois voyages, jusqu'à ce que le bâtiment soit désarmé par la White Star Line, le 17 mars à Southampton, à cause d'une grève des mineurs, qui paralyse les paquebots à quai. Quatre jours plus tard, Jack envoie une lettre à sa sœur Elsie, dans laquelle il écrit : « Je suppose qu'Ethel t'a écrit pour te dire que je vais sur le Titanic, à compter du 29 mars ou du 2 avril. Affectueusement, Jack. ».

### Opérateur radio duTitanic

#### Traversée

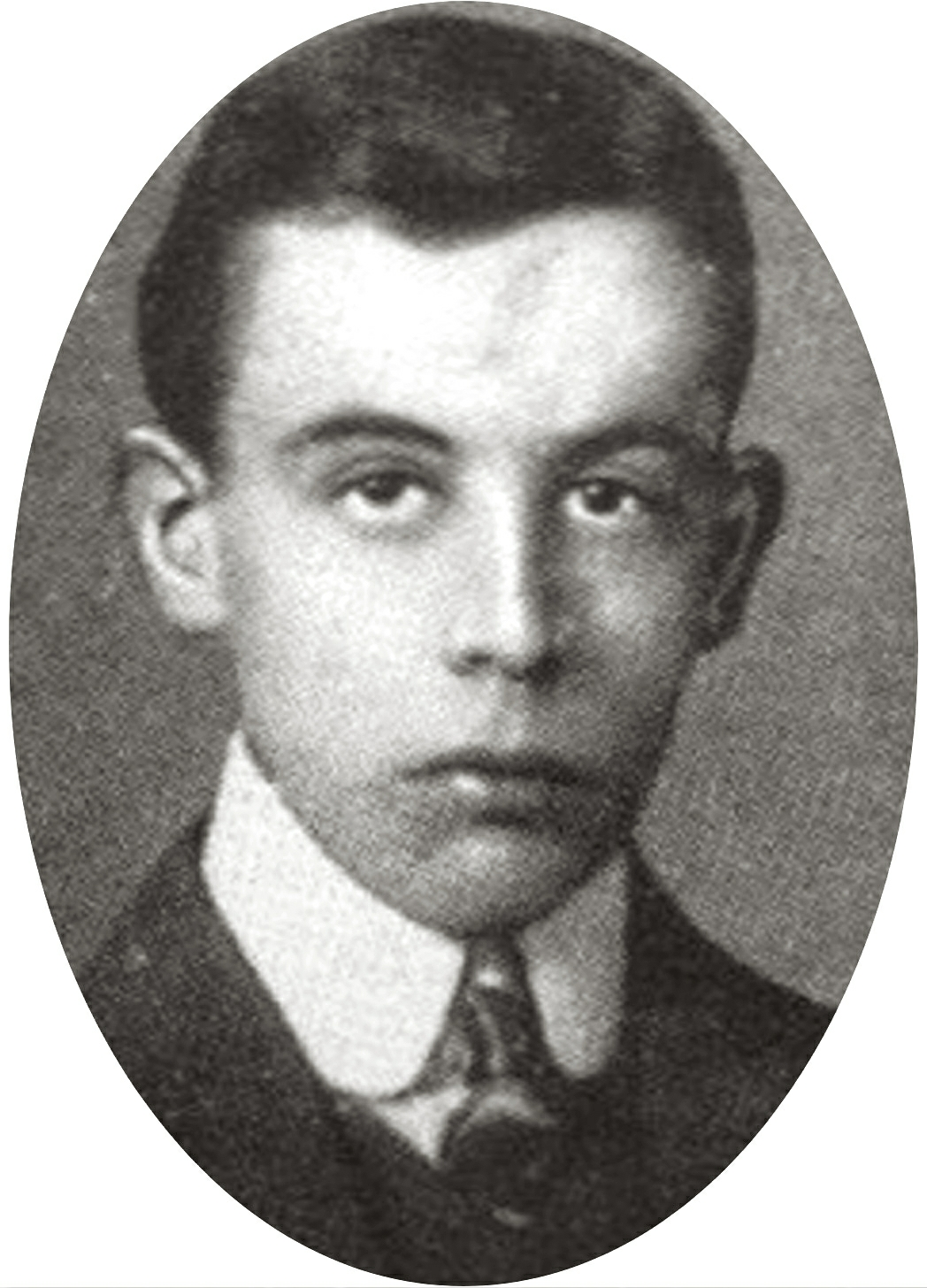
Harold Bride est le collègue de Phillips à bord du Titanic.

Jack Phillips est ainsi engagé comme chef-opérateur radio au sein de l'équipage du Titanic, avec un assistant, Harold Bride, de quelques années son cadet. Tous deux ne sont pas payés par la White Star Line, compagnie opératrice du navire, mais par la société Marconi, qui est chargée de l'installation télégraphique du paquebot, et en tire les bénéfices. À l'époque, le but principal de ce dispositif n'est pas de servir à la sécurité des navires, mais de permettre aux passagers de communiquer avec la terre ferme, contre paiement. La salle radio où travaillent les opérateurs se situe sur le pont des embarcations, à l'arrière de la passerelle de navigation et des logements des officiers. Ils y disposent d'une petite cabine où celui qui n'est pas en service peut se reposer.
Le service commence à Belfast dès le 1er avril 1912, date prévue pour les essais en mer du Titanic. Pour cause de mauvais temps, les essais sont reportés au lendemain. Le rôle des opérateurs radio est particulièrement prenant. Ils sont en effet chargés de transmettre les nombreux messages des passagers, pour la somme importante de 12 shillings et 6 pence les dix premiers mots, puis 9 pence par mot supplémentaire. Le télégramme est ainsi un outil de luxe et les nombreux passagers aisés n'hésitent pas à en envoyer, pour suivre la mode. D'autre part, ce sont les mêmes opérateurs qui reçoivent les nouvelles du jour et les transmettent à l'équipe chargée de préparer le journal destiné aux passagers, l'Atlantic Daily Bulletin. Avec ses six ans d'expérience, Phillips est capable de taper trente-neuf mots par minute, tandis que Bride en fait vingt-six.
L'activité en lien avec la bonne marche du navire prend donc une importance secondaire. En conséquence, les messages signalant la position de glaces sur la route du navire, bien au sud des positions habituelles, ne sont pas tous transmis aux officiers. Les opérateurs surchargés n'en ont tout simplement pas le temps, et aucune directive ne concerne ces messages techniques. Un événement imprévu vient encore leur ajouter du travail, puisqu'ils doivent consacrer toute une nuit à réparer un des appareils tombés en panne, coupant toute transmission radio. Le travail à rattraper les jours suivants vient donc en surplus. Dans ces conditions, Phillips ne peut célébrer que de façon précaire son vingt-cinquième anniversaire, le 11 avril.

#### Titanicen détresse
Le soir du 14 avril, Phillips est particulièrement occupé, car le navire est tout juste entré dans la zone d'émission de Cap Race, station radio de Terre-Neuve qui lui permet de communiquer avec la terre ferme sans passer par d'autres navires. Harold Bride dort dans la cabine voisine en attendant de prendre la relève. Après de nombreux messages transmis ou non à la passerelle durant la journée, le Titanic reçoit, à 22 h 55, un message crucial : Cyril Evans, le télégraphiste du Californian, qui suit la même route, un peu plus au nord, l'avertit qu'il a stoppé pour cause d'icebergs. Phillips, interrompu par ce signal qui n'a pas été précédé du sigle indiquant les communications officielles, rétorque à l'opérateur du cargo, Cyril Evans, "Tais, tais toi, je suis occupé, je suis en communication avec Cap Race." L'utilisation des mots «Shut up» était une formule courante parmi les opérateurs radio pour demander poliment aux autres de «garder la ligne libre».. Evans entendra le Titanic pour la dernière fois à 22 h 25 qui communiquait avec Cap Race. Il n'éteindra donc pas la radio à la suite du message de Phillips mais à 23 h 35, soit plus d'une demi-heure plus tard. Étant le seul télégraphiste à bord, il n'avait pas obligation de rester en veille en permanence.
C'est moins d'une heure plus tard, à 23 h 40, que le Titanic heurte un iceberg et commence à couler. Pour les opérateurs radio, rien ne semble grave, dans un premier temps. Bride se lève comme convenu et se prépare à minuit, sans se douter qu'au même moment, une partie de l'équipage du navire évalue les dégâts. Après les avoir prévenus de la collision, le commandant Edward Smith vient leur remettre, vers 0 h 15, l'ordre d'envoyer le signal de détresse en usage à l'époque, le CQD. Des premiers contacts sont établis avec les navires environnants, d'abord le Frankfurt de la Norddeutscher Lloyd, puis le Carpathia de la Cunard Line, ainsi que le Baltic et surtout l’Olympic, jumeau du Titanic. Tandis que Phillips se charge des transmissions, Bride s'occupe de faire passer les messages au commandant. Il apparaît vite que le Carpathia arrivera le premier, mais bien trop tard. D'autres, comme le Frankfurt, ne semblent pas saisir l'ampleur du problème, au grand dam d'un Phillips qui s'emporte à plusieurs reprises.
Le commandant prend régulièrement le temps de venir aux nouvelles, tout en faisant tester d'autres moyens de communication que sont les lampes et les fusées de détresse, sans grand succès. Lors d'un de ses passages, un Bride moqueur suggère à son collègue « Envoie le SOS, c’est le nouvel appel, et c’est peut-être ta dernière chance de l'envoyer ! », ce qui les fait rire tous les trois. Phillips s'exécute et teste ce code, plus aisément reconnaissable, en alternance avec l'ancien et l'indicatif du Titanic, MGY.

#### Les derniers instants

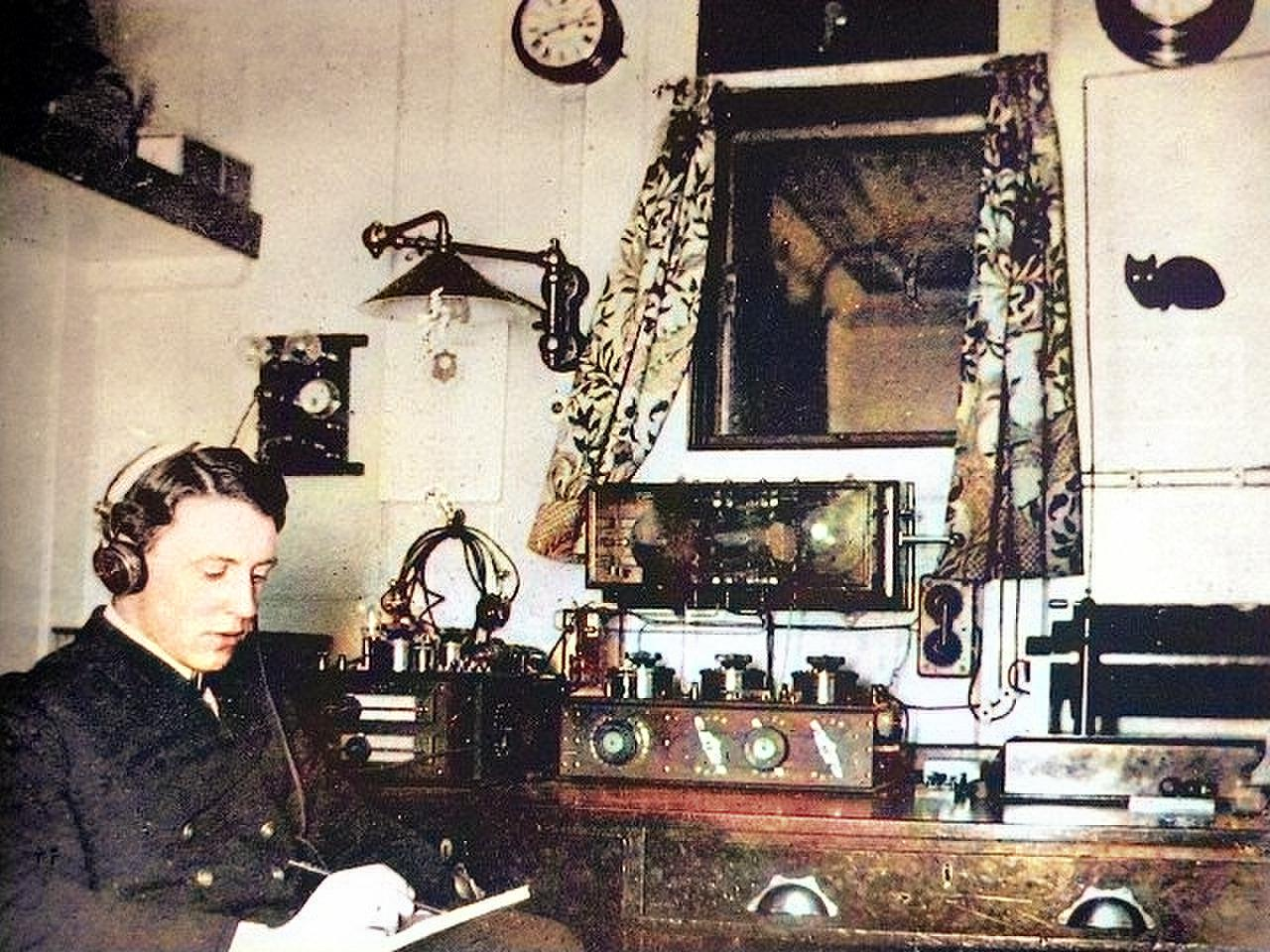
La salle de radio de l’Olympic, similaire à celle du Titanic où Phillips a officié jusqu'au dernier moment.

Les deux hommes persévèrent, tout en se relayant pour préparer leurs affaires en vue de l'évacuation du navire. Vers 2 h 5, alors que seuls deux canots de sauvetage du navire ne sont pas encore partis, Smith vient une dernière fois voir les opérateurs et les relève de leur service, déclarant, selon Bride « Garçons, vous avez fait votre devoir. Vous ne pouvez pas faire plus. Abandonnez votre cabine. Maintenant, c'est chacun pour soi. Prenez soin de vous. Je vous libère. C'est comme ça que ça se passe dans ce genre de moments. Chacun pour soi ! »
Phillips ne cesse cependant pas son travail et continue désespérément à envoyer des messages de détresse. Bride raconte par la suite que, tandis que son collègue s'acharnait à son poste, un soutier est entré et a tenté de lui voler son gilet de sauvetage. Une bagarre éclate entre les trois hommes et le soutier est finalement laissé sur le sol de la salle, que quittent les opérateurs. Bride conclut : « J'ai soudain décidé de ne pas le laisser mourir, en digne marin […] Je l'ai achevé, enfin je pense. Nous l'avons laissé sur le sol de la cabine radio. Il ne bougeait plus. »
Bride réussit à se rendre au radeau pliable B et voit pour la dernière fois Phillips, en train de courir vers l'arrière pour trouver un moyen de survivre. Des années plus tard, plusieurs historiens écrivent que Phillips a, lui aussi, réussi à atteindre à la nage le canot pliable B, pour y mourir finalement d'hypothermie. Cependant, les témoignages écrits de Bride, de Charles Lightoller et d'Archibald Gracie, tous trois présents dans l'embarcation, disent clairement le contraire.

## Postérité

### Après le naufrage
Après le drame, les parents de Jack Phillips doivent patienter plusieurs jours avant de savoir si leur fils a survécu. À maintes reprises, ils ont l'occasion de croire qu’il a été sauvé et reçoivent même un télégramme leur indiquant que le Titanic est en train d'être remorqué jusqu’à Halifax. Lorsque la White Star Line publie enfin la liste des disparus, George et Ann Phillips apprennent la mort de leur fils.
À la suite de cette nouvelle, des lettres et des télégrammes de soutiens et de condoléances arrivent de tout le comté et d’ailleurs. Les messages sont si nombreux que la famille Phillips se voit dans l’impossibilité de répondre à chacun d’entre eux. Néanmoins, cet élan de sympathie de la part de gens qui, pour la plupart, leur étaient inconnus, leur apporte un grand réconfort. Malgré cela, on assiste également à des réactions moins louables, comme ces dizaines de femmes venues de tout le pays, qui se rendent à Godalming dans le but de se faire passer pour les maitresses de l'opérateur disparu.

### Hommages

#### Monuments consacrés à Phillips

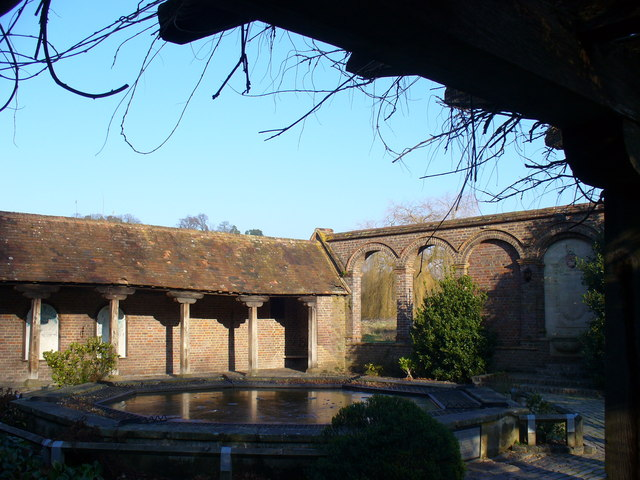
Le mémorial de Godalming dédié à Jack Phillips.

En 1913, grâce à la collecte de dons, les habitants de Godalming entreprennent de faire construire un mémorial en l’honneur de Jack Phillips. Le mémorial se compose d’un jardin et d’un cloître. Ce dernier est formé de quatre murs et comporte un bassin en son centre. Sur l’un des murs se trouve également une grande pierre sculptée, sur laquelle il est écrit : « Ce cloître a été construit à la mémoire de John George Phillips, natif de cette ville, chef télégraphiste du Titanic. Il est mort à son poste quand le navire sombra au milieu de l’Océan Atlantique, le 15 avril 1912. »
Le cloître, conçu par Hugh Thackeray Turner, un architecte local renommé, est inauguré le 15 avril 1914, par le shérif de Surrey, en présence des parents et des deux sœurs de Phillips, ainsi que son collègue Harold Bride, accompagné de son père. Derrière eux est venue une grande foule rassemblée pour l’événement.
Dans les années 1960, l’un des murs du cloître est démoli à la suite d'un acte de vandalisme et est ensuite remplacé par une pergola en bois. Deux autres actes de vandalisme sont constatés en novembre et décembre 2010. Les vandales, dont les identités restent inconnues, volent des pierres de l’édifice, ce qui contribue à fragiliser sa structure et le menace d'effondrement. Une importante campagne de rénovation est entreprise début 2011, et le cloître est désormais remis à neuf. Une équipe de bénévoles veille quotidiennement à son entretien, notamment aux différentes espèces de plantes qui le décorent.
Le musée de la ville de Godalming consacre une exposition permanente à l'histoire de Jack Phillips et du Titanic. Une plaque dédiée à l'opérateur radio est posée par ses parents, dans l’église Saint-John de Farncombe, à l’endroit même où la famille Phillips avait l’habitude de s’asseoir en attendant l’office. En revanche, c’est à Farncombe, son village natal, qu’est érigée la tombe de Jack Phillips, bien que son corps n'ait jamais été retrouvé. Sa forme d’iceberg la rend facilement reconnaissable parmi les autres tombes du petit cimetière. Ses parents et ses deux sœurs sont enterrés à proximité.
Le nom de Jack Phillips figure sur le monument de Battery Park, dédié aux opérateurs radios disparus en mer,. Une pétition est également en cours en 2011 pour qu'une plaque soit apposée en son honneur à Clifden, pour le centenaire du naufrage.

#### Dans la culture populaire

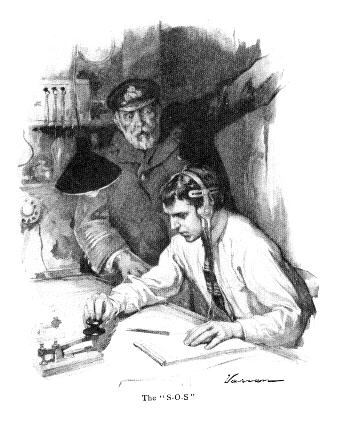
Ce dessin de 1912 intitulé L'Opérateur radio illustre le comportement de Phillips durant le naufrage.

En très peu de temps, le rôle héroïque de Jack Phillips, durant le naufrage, se répand dans la presse. L'opérateur du Carpathia, Harold Cottam, et le collègue de Phillips, Harold Bride, acceptent de fortes sommes d'argent, venant de la rédaction du New York Times, pour raconter en exclusivité leur expérience. Bride peut ainsi se répandre en éloges sur son collègue disparu, dont la notoriété augmente rapidement. L'histoire retient également un fait erroné, selon lequel Phillips aurait envoyé le tout premier SOS de l'histoire. S'il s'agit sans conteste du plus célèbre, il n'est pas le plus ancien, puisque ce signal, en vigueur le 1er juillet 1908, a déjà été utilisé lors du naufrage du Republic (de la même White Star Line) en 1909.
Le naufrage du Titanic et les commissions d'enquête qui le suivent conduisent également à de grandes évolutions dans le domaine de la télégraphie sans fil, notamment par l'octroi d'une longueur d'onde dédiée aux signaux de détresse (les 600 mètres) et avec l'obligation d'une veille permanente sur les navires. Par ailleurs, en souvenir de Phillips, cinq minutes de silence radio sont observées, chaque année, par les opérateurs radio-navigants, le 15 avril à 2 h 17 du matin, heure à laquelle Jack envoya son dernier message de détresse depuis le Titanic.
Au cinéma, parmi les nombreux films consacrés au Titanic, deux mettent en valeur le rôle de ses opérateurs radio : le film muet allemand In Nacht und Eis, tourné deux mois après le naufrage, leur attribue une grande place, même s'il prend quelques libertés sur plusieurs autres points. Atlantique, latitude 41°, film britannique réalisé par Roy Ward Baker sorti en 1958, adapté de l'ouvrage La Nuit du « Titanic », de l'auteur américain Walter Lord, donne un certain rôle aux communications entre navires, cette nuit-là, en plaçant Phillips sous les traits de Kenneth Griffith. Enfin, Gregory Cooke incarne Phillips dans un rôle secondaire du film Titanic de James Cameron sorti en 1997.